# Марко Ільсьо
Марко Ільсьо (англ. Marco Ilsø, нар. 29 вересня 1994) - данський актор і футболіст.

## Біографія
Батьки Марко, Ельза Ільсьо Ларсен і Фінн Ільсьо, були спортсменами. Фінн Ільсьо був професійним футболістом в «Б-93», а Ельза Ільсьо Ларсен грала в молодіжній команді з гандболу. У Марко є два старших брата, Нік і Кен, який є професійним футболістом. Марко також доводиться двоюрідним братом футболіста Кеннета Еміля Петерсена. Сам Марко в дитинстві грав за «Фріхеден», а навесні 2009 року перейшов у «Кьоге». В даний час він грає за «Карлслунде».
У чотирнадцятирічному віці Ільсьо зіграв головну роль в данському телесеріалі «Міккель і золота карта». У 2016 році він отримав постійну роль Гвітсерка в телесеріалі «Вікінги».

## Фільмографія
| Рік       |    | Українська назва               | Оригінальна назва    | Роль                |
| --------- | -- | ------------------------------ | -------------------- | ------------------- |
| 2008      | с  | Міккель і золота карта         | Mikkel og guldkortet | Міккель Йохансен    |
| 2010—2013 | с  | Уряд                           | Borgen               |                     |
| 2011      | ф  | Вільне падіння                 | Frit fald            | Ніклас              |
| 2011      | ф  | Зустріч випускників            | Klassefesten         | Андреас             |
| 2012      | ф  | Ти та я назавжди               | You & Me Forever     | хлопець на вечірці  |
| 2013—2020 | с  | Вікінги                        | Vikings              | Гвітсерк            |
| 2014      | ф  | Судний день Дена               | Dannys dommedag      | Лукас               |
| 2014      | ф  | Містеріум. Мисливці на фазанів | Fasandræberne        | молодий Дітла Прам  |
| 2014—2015 | с  |                                | Banken: New Normal   | найбагатший хлопчик |
| 2016      | ф  | Топ-модель                     | The Model            | Фредерік            |
| 2018      | с  | Воїн                           | Kriger               | Медс                |
| 2018      | кф | Хвилювання                     | Uro                  | Кевін               |
| 2021      | ф  | Дикі чоловіки                  | Vildmænd             | Сімон               |